# Alice Nellis
Alice Nellis (ur. 3 stycznia 1971 w Czeskich Budziejowicach) – czeska reżyserka i scenarzystka filmowa.

## Filmografia
- Ene bene, 2000
- Małe sekrety (Výlet), 2002
- Sekrety (Tajnosti), 2007
- Anioły dnia powszedniego, 2014[1]